# Christian de Hanovre (1985)
Christian de Hanovre, prince de Hanovre, duc de Brunswick-Lünebourg, né le 1er juin 1985 à Hildesheim près de Hanovre, Basse-Saxe en Allemagne, est le plus jeune fils du prince Ernest-Auguste de Hanovre, chef de la maison de Hanovre, et de sa première femme Chantal Hochuli.

## Biographie
Christian de Hanovre est né en 1985 ; ses parents, Ernest-Auguste de Hanovre et Chantal Hochuli, fille d'un architecte de Zurich et d'une héritière d'une entreprise de chocolat suisse, se sont mariés en 1981 et ont divorcé le 23 octobre 1997.
Le 23 janvier 1999, son père épouse la princesse Caroline de Monaco.
Second enfant du prince Ernest-Auguste de Hanovre, prétendant au trône de Hanovre, le prince Christian a un frère aîné, le prince Ernest-Auguste (1983) et une demi-sœur cadette née du second mariage de son père, la princesse Alexandra de Hanovre ; 
Il est baptisé le 14 juillet 1985 au château de Marienburg, en présence du prince Heinrich Julius de Hanovre, du prince Clemens de Croÿ, de Paul Schenker, de Frank Hochuli, du comte Pierre Seilern, du prince Welf Heinrich de Hanovre, du baron Wilhelm-Ernst von Clamm et de Friedrich Franz, grand-duc héritier de Mecklembourg-Schwerin ; il porte les prénoms de tous ses parrains. Il est élevé dans la religion luthérienne, qui est celle de la maison de Hanovre.
Après le mariage de son père avec la princesse Caroline, Christian et sa famille déménagent à Fontainebleau, Paris, France. Il poursuit ensuite son éducation à Malvern College.
Il est présent lors de nombreuses cérémonies liées à la famille princière monégasque, comme le couronnement d'Albert II, frère de Caroline, en 2005, ou les célébrations de la fête nationale. En 2011, Christian et son frère Ernest-Auguste assistent au mariage du prince Albert et de Charlene Wittstock, et sont assis à côté des enfants de Caroline, Alexandra, Andrea, Pierre et Charlotte.
En 2004, le prince Ernest-Auguste attribue à ses deux fils la propriété de la partie allemande de la maison royale de Hanovre qui comprend le château de Marienburg. Les deux princes organisent par l'intermédiaire de Sotheby's la vente d'une partie des collections conservées dans le château.
Le 6 juin 2015, il est présent aux funérailles de sa grand-tante, la princesse Alexandra de Hanovre.
Il épouse civilement le 24 novembre 2017 à Londres et religieusement le 16 mars 2018 à Lima Alessandra de Osma (en), née à Lima en 1988. Le couple donne naissance à des jumeaux, le prince Nicolás et la princesse Sofía, nés le 7 juillet 2020 à Madrid, puis à la princesse Alexia, née le 15 février 2024.

## Titulature
- depuis le 1er juin 1985 : Son Altesse royale le prince Christian de Hanovre, duc de Brunswick-Lünebourg (naissance).

Ces titres sont de courtoisie en Allemagne où après la révolution allemande de 1918-1919 et la création de la république de Weimar en 1919, tous les membres des royautés et de la noblesse allemandes ont perdu leurs titres.

## Droits successoraux
En 1866, le royaume de Hanovre a été annexé par la Prusse ; les héritiers du dernier roi, Georges V continuent cependant à revendiquer le trône de Hanovre : Christian de Hanovre est le quatrième dans l'ordre de succession après son père, son frère aîné et son neveu.
Par son père, Christian de Hanovre est lié à la plupart des familles royales européennes actuelles, dont celles du Royaume-Uni, d'Espagne, du Danemark et de Norvège. En particulier, il descend en ligne directe de l’électrice Sophie de Hanovre (1630-1714) et de l’arrière-petit-fils de celle-ci, le roi George III du Royaume-Uni (1738-1820) ; il est donc inclus dans l’ordre de succession au trône britannique, où il occupait le quatre-cent-quarante-troisième rang au 1er janvier 2001.